# Валери, Валерио
Валерио Валери (итал. Valerio Valeri; 7 ноября 1883, Санта-Фьора, королевство Италия — 22 июля 1963, Рим, Италия) — итальянский куриальный кардинал и ватиканский дипломат. Титулярный архиепископ Эфеса с 18 октября 1927 по 12 января 1953. Апостольский делегат в Египте и Аравии с 19 октября 1927 по 1 июля 1933. Апостольский нунций в Румынии с 1 июля 1933 по 11 июля 1936. Апостольский нунций во Франции с 11 июля 1936 по 23 декабря 1944. Асессор Священной Конгрегации по делам Восточной Церкви с 1 сентября 1948 по 17 января 1953. Префект Священной Конгрегации по делам монашествующих с 17 января 1953 по 22 июля 1963. Кардинал-священник с 12 января 1953, с титулом церкви Сан-Сильвестро-ин-Капите с 15 января 1953.